# ボーダー柄

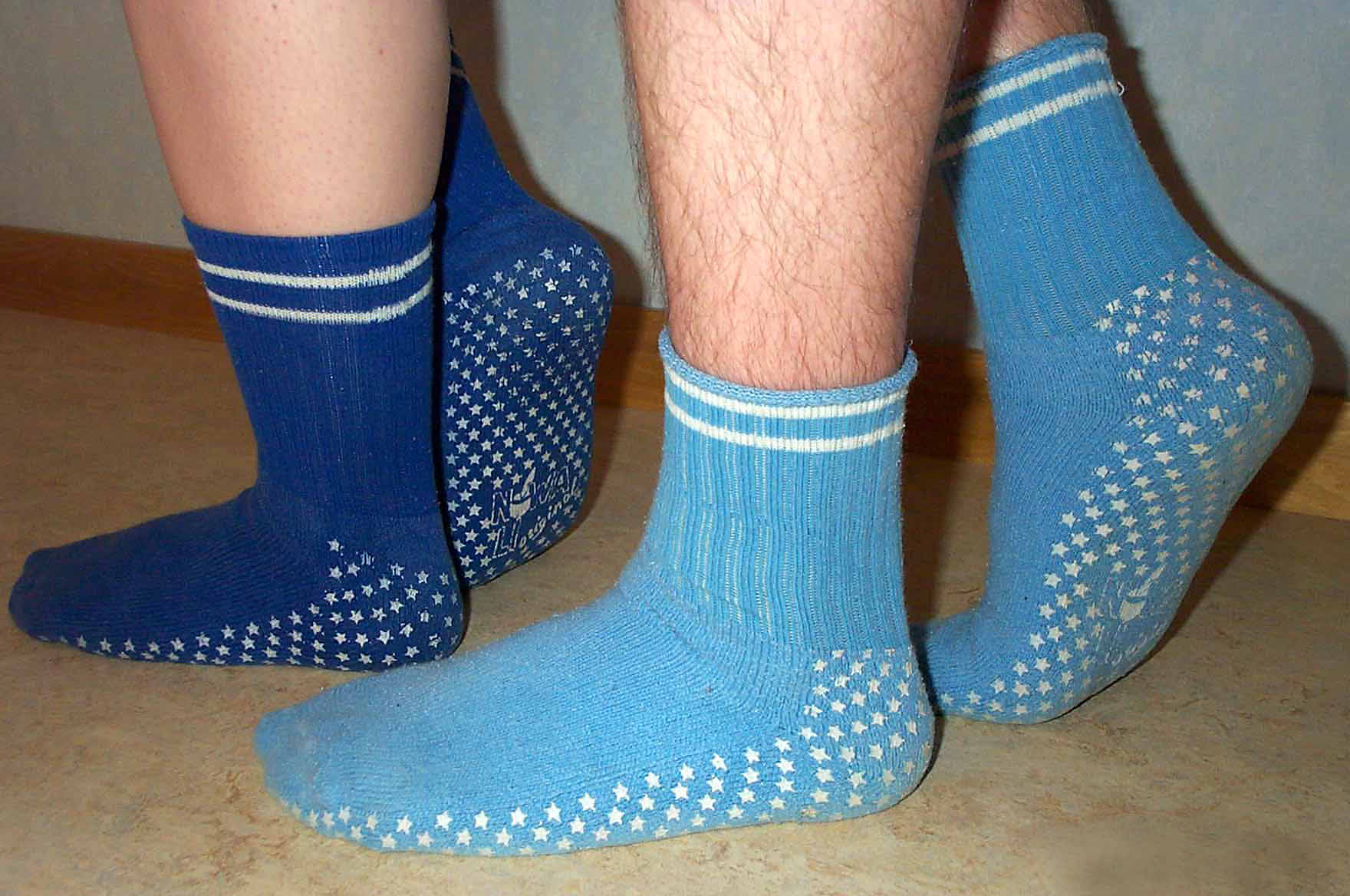
靴下のボーダー

ボーダー柄（ボーダーがら）、ボーダープリント (border print)、あるいは単にボーダーは、模様の種類である。
ボーダーとは「縁」「周辺部」の意味であり、ボーダー柄とは、上着なら裾や袖口などに、縁を強調するように平行にライン状や帯状の縁取りをした柄である。
パイピングに似るが、パイピングがほつれ防止に由来する縫いつけなのに対し、ボーダーは染色や編み込みなどによる模様だという違いがある。
ボーダーの縁取りはさまざまなデザインがあり、縁にじかに縁取りするもの、少し離して縁取りするもの、複数本の縁取りをするものなどがある。縁取りを繰り返せば横縞（縁の角度によっては縦縞）となるので、横縞はボーダーの特殊な例であると言える。ただし、ボーダーとは横縞のことであるというのは誤解である。

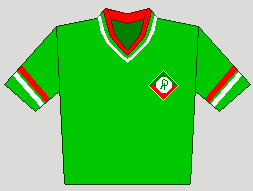
袖のボーダーの例
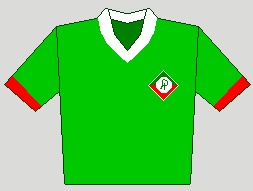
袖のボーダーの例
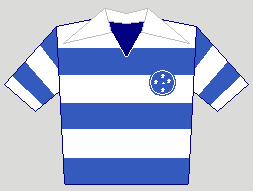
ボーダーの例（横縞）